# Convención Nacional Socialcristiana de 2013
La Convención Nacional Socialcristiana de 2013 es un proceso electoral primario costarricense que se realizó el 19 de mayo de ese año para elegir al candidato presidencial del centroderechista Partido Unidad Social Cristiana de cara a las elecciones generales de 2014, resultando electo el médico Rodolfo Hernández por sobre el empresario Rodolfo Piza. Esta fue la primera vez, en doce años, que el PUSC utiliza este mecanismo para elegir su candidato, la cual recibió una participación muy escasa en comparación a años anteriores.

## Precandidatos
- Rodolfo Hernández, médico y director del Hospital Nacional de Niños, se presentó como candidato del calderonismo.[5]
- Rodolfo Piza, abogado y expresidente de la Caja Costarricense de Seguro Social, se define como liberal y socialcristiano.[6]

Retirados: Pedro Muñoz y Roberto Suñol retiraron sus precandidaturas a principios del 2013.

## Historia
Originalmente manifestaron su interés de ser precandidatos el abogado y exregidor liberiano Pedro Muñoz y el abogado y expresidente del PUSC Roberto Suñol, ambos parte de la tendencia Renacer Socialcristiano, contraria o rivalizadora con respecto al histórico calderonismo que ha tenido fuerte influencia y peso dentro del PUSC. Posteriormente, en diciembre de 2012, el Dr. Herández acepta la postulación como precandidato de Convergencia Calderonista, tendencia liderada por figuras calderonistas y recibe el respaldo del expresidente Rafael Ángel Calderón Fournier, quien fue condenado por peculado y está inhabilitado para ser candidato.
A principios del 2013 Suñol retiró su precandidatura dándole el apoyo a Hernández mientras Muñoz hizo lo mismo dándole su adhesión a Rodolfo Piza quien se postuló como precandidato de la tendencia Renacer Socialcristiano a la cual pertenecían el entonces presidente del PUSC, Gerardo Vargas y que obtuvo la victoria en las elecciones distritales (renovación de estructuras) de febrero del 2013.
Piza recibió la adhesión del exdiputado y excandidato presidencial Ricardo Toledo  y del expresidente Abel Pacheco
Partidarios del movimiento Convergencia Calderonista acusaron a Piza de estar ligado al expresidente Miguel Ángel Rodríguez Echeverría, rival histórico de Calderón dentro del PUSC, acusación que fue también expuesta por Ottón Solís del Partido Acción Ciudadana, algo que Piza ha negado. Piza fue presidente de la CCSS durante la administración Rodríguez. El exdiputado y miembro fundador del PUSC, Óscar Aguilar Bulgarelli (de la Coalición Viva) aseguró en una entrevista radial que representantes de la derecha, el empresariado nacional y la embajada de Estados Unidos habían considerado el nombre de Piza para respaldar económicamente como adversario del candidato liberacionista Johnny Araya, al que veían débil, lo cual fue negado también por Piza.
Trascendió también que Hernández había votado a favor del Tratado de Libre Comercio con Estados Unidos en el referéndum respectivo y por Óscar Arias en las elecciones de 2006
Finalmente, según datos emitidos por el Tribunal Electoral Interno del PUSC la convención fue ganada por Hernández con más del 70% de los votos. Hernández renunció a la candidatura en octubre de 2013 alegando traiciones internas y corrupción, siendo sustituido por Piza.